# Mohamed Sayed Ibrahim
Mohamed Sayed Ibrahim (2 agosto 1970) è un ex giocatore di calcio a 5 egiziano.

## Carriera
Come massimo riconoscimento in carriera vanta la partecipazione, con la nazionale egiziana, al FIFA Futsal World Championship 1996 in cui la selezione nordafricana, al debutto, è stata eliminata nel girone del primo turno comprendente Spagna, Ucraina e Australia.